# Gian Carlo Loffredo
Gian Carlo Loffredo (Guayaquil, Ecuador, 25 de agosto de 1971) es un empresario ecuatoriano, actual ministro de Defensa del Ecuador bajo el gobierno de Daniel Noboa desde 2023.

## Biografía

### Formación
Loffredo declaró al Diario Extra haber recibido su formación de un israelita que lo descubrió en una competencia de artes marciales a los 22 años. En su perfil de Linkedin declaró haber estudiado en el Brookdale Community College de Estados Unidos.
Loffredo es cinturón negro tercer dan en Kenpō por la International Kenpo Karate Asociation. Fue acreditado en Estados Unidos como el único instructor certificado por la Asociación Nacional del Rifle para América Latina.

### Asesoramiento en defensa y seguridad

#### Israeli Tactical School
Loffredo fue instructor contra terrorismo en la Israeli Tactical School, vinculada al Mosad y al Shin Bet, agencias de inteligencia israelíes.
Loffredo trabajó en la capacitación de miembros de la élite del ejército y la Policía Nacional, y declaró que entre sus clientes también se encontraban políticos y empresarios (que mantuvo en reserva).

#### Don Volsas
Loffredo se hizo conocido con el canal de YouTube Don Volsas, relativo a seguridad ciudadana y prevención del crimen, con contenido a veces mezclados con humor, que había alcanzado 14 millones de visualizaciones para 2023 y que realizó con el auspicio de una persona que mantuvo en el anonimato.

### Carrera política

#### Ministro de Defensa
Loffredo fue nombrado ministro de Defensa por el presidente Daniel Noboa el 23 de noviembre de 2023, sin tener formación pública ni militar, algo inusual para el cargo. Noboa declaró la existencia de un conflicto armado interno en enero de 2024.

##### Asalto a la embajada de México
Fuerzas de la Policía Nacional y las Fuerzas Armadas irrumpieron en la embajada de México, arrestando al exvicepresidente asilado Jorge Glas. La Comisión de Fiscalización y Control Político de la Asamblea Nacional del Ecuador, convocó a Loffredo, junto con los ministros de Gobierno y Relaciones Exteriores a comparecer ante dicha comisión del parlamento por el asalto. Los legisladores del Movimiento Revolución Ciudadana (RC5) anunciaron que se presentarán pedidos de juicio político contra Loffredo. Su comparecencia se realizó el 12 de abril, de forma reservada, en modalidad virtual y sin transmisión de la sesión.

##### Caso Olón
La Comisión de Gobiernos Autónomos de la Asamblea Nacional recomendó iniciar un juicio político contra Gian Carlo Loffredo y otros tres ministros por incumplimiento de funciones y por la falta de atención o atención incompleta a los pedidos de información relacionados con el caso Olón, relacionado con un proyecto inmobiliario en una zona protegida.